# Павлов Іван Михайлович
Па́влов Іва́н Миха́йлович (нар. 18 червня 1918, с.Явкине Баштанського району Миколаївської області — пом. 30 травня 1981, м. Умань Черкаської області) — радянський льотчик-штурмовик, Герой Радянського Союзу (1945), під час Німецько-радянської війни командир ланки 210-го штурмового авіаційного полку (136-а штурмова авіаційна дивізія, 9-й змішаний авіаційний корпус, 17-а повітряна армія (СРСР), 3-й Український фронт).

## Життєпис
Народився 18 червня 1918 року в селі Явкине Баштанського району Миколаївської області в селянській родині. Білорус. Член ВКП(б) з 1944 року. Закінчив школу № 22 міста Одеса. 
Після закінчення школи навчався у ФЗУ, потім працював електрослюсарем на Єнакіївському заводі і навчався в аероклубі.
У лавах РСЧА з 1940 року. У 1941 році закінчив Ворошиловградську військову авіаційну школу пілотів, у 1942 році — Краснодарське військове авіаційне училище.
Учасник німецько-радянської війни з травня 1943 року.
До вересня 1944 року командир авіаційної ланки 210-го штурмового авіаційного полку 136-ї штурмової авіаційної дивізії 9-го змішаного авіаційного корпусу 17-ї повітряної армії 3-го Українського фронту лейтенант І. М. Павлов здійснив 110 бойових вильотів на бомбардування і штурмовку ворожої живої сили і техніки.
У 1945 році закінчив Вищі льотно-тактичні курси удосконалення офіцерського складу. Продовжував військову службу в ВПС СРСР.
З 1960 року — в запасі. Мешкав у місті Умань Черкаської області. Працював на Уманському дослідному заводі сільськогосподарського машинобудування. 
Помер 30 травня 1981 року в Умані.

## Нагороди і почесні звання
Указом Президії Верховної Ради СРСР від 23 лютого 1945 року лейтенантові Павлову Івану Михайловичу присвоєне звання Героя Радянського Союзу з врученням ордена Леніна і медалі «Золота Зірка» (№ 4894).
Також нагороджений орденом Жовтневої Революції, двома орденами Червоного Прапора, Вітчизняної війни 1-го ступеня, двома орденами Червоної Зірки, медалями.
Почесний громадянин міста Умань (1969).